# Письмо В. М. Молотову для членов Политбюро от 19 марта 1922 года
Письмо В. М. Молотову для членов Политбюро от 19 марта 1922 года (Письмо В. И. Ленина членам Политбюро о событиях в г. Шуе и политике в отношении церкви. 19 марта 1922 г.) — исторический документ под грифом «строго секретно», составленный В. И. Лениным, посвященный Шуйским событиям.
Содержание письма связано с сопротивлением верующих в городе Шуе представителям советской власти, когда последние пытались изъять церковные ценности 15 марта 1922 года.

## События, связанные с появлением письма

### Правовой статус церковных ценностей в 1922 году
В 1918 году Советом народных комиссаров был принят «Декрет о свободе совести, церковных и религиозных обществах», переименованный впоследствии в «Декрет об отделении церкви от государства и школы от церкви», согласно которому, церковные ценности были национализированы и отдавались по особым постановлениям власти в бесплатное пользование соответственных религиозных обществ.
12. Никакие церковные и религиозные общества не имеют права владеть собственностью. Прав юридического лица они не имеют.

13. Все имущества существующих в России церковных и религиозных обществ объявляются народным достоянием. Здания и предметы, предназначенные специально для богослужебных целей, отдаются, по особым постановлениям местной или центральной государственной власти, в бесплатное пользование соответственных религиозных обществ.
Огосударствление или секуляризация церковного имущества происходило ранее во Франции, Италии, Германии и в других странах; в России, при Екатерине II произошла секуляризация церковных земель.
Священный Собор, продолжавший работу с августа 1917 года, издал «Воззвание священного Собора к православному народу по поводу Декрета Совета народных комиссаров о свободе совести», в котором изложено следующее по отношению к Декрету:
От века неслыханное творится у нас на Руси Святой. Люди, ставшие у власти и назвавшие себя народными комиссарами, сами чуждые христианской, а некоторые из них и всякой веры, издали декрет (закон), названный «о свободе совести», а на самом деле устанавливающий полное насилие над совестью верующих. ...
Даже татары больше уважали нашу святую веру, чем наши теперешние законодатели. Доселе Русь была Святою, а теперь хотят сделать ее поганою.
... Объединяйтесь же, православные, около своих храмов и пастырей, объединяйтесь все, и мужчины и женщины, и старые и малые, составляйте союзы для защиты наших заветных святынь. Эти святыни — ваше достояние.
... Лучше кровь свою пролить и удостоиться венца мученического, чем допустить веру православную врагам на поругание.

Мужайся же Русь Святая! Иди на свою Голгофу! С тобою Крест Святой, оружие непобедимое.
и «Соборное постановление по поводу Декрета Совета народных комиссаров об отделении церкви от государства», в нём написано:
Под предлогом «отделения Церкви от государства» совет народных комиссаров пытается сделать невозможным самое существование храмов, церковных учреждений и духовенства.
Подъ видом отобрания церковных имуществ упомянутый декрет стремится уничтожить самую возможность церковного богопочитания и богослужения. ...
1. Изданный советом народных комиссаров декрет об отделении Церкви от государства представляет собою, под видом закона о свободе совести, злостное покушение на весь строй жизни православной Церкви и акт открытого против неё гонения.

2. Всякое участие как в издании сего враждебного Церкви узаконения, так и в попытках провести его в жизнь несовместимо с принадлежностью к православной Церкви и навлекает на виновных кары вплоть до отлучения от Церкви (в последование 73 правилу святых апостол и 13 правилу VII Вселенского Собора).
Всё церковное имущество в 1918 году было огосударствлено или национализировано. Церковь, в которой совершалось богослужение, согласно советскому законодательству, должна была иметь приходской совет, состоящий из двадцати человек («двадцатка»). Члены приходского совета в каждом храме подписали договор с представителями советской власти о приеме государственной собственности (здания церкви и церковного имущества) в свое пользование (безвозмездную аренду); при этом «двадцатка», согласно инструкции НКЮ, рассматривалась не как юридическое лицо, а как совокупность частных лиц, являющихся стороной договора безвозмездного пользования.
С 1918 по 1922 год церковные ценности были собственностью государства, у верующих они находились в бесплатном временном пользовании

### Голод как причина изъятия ценностей

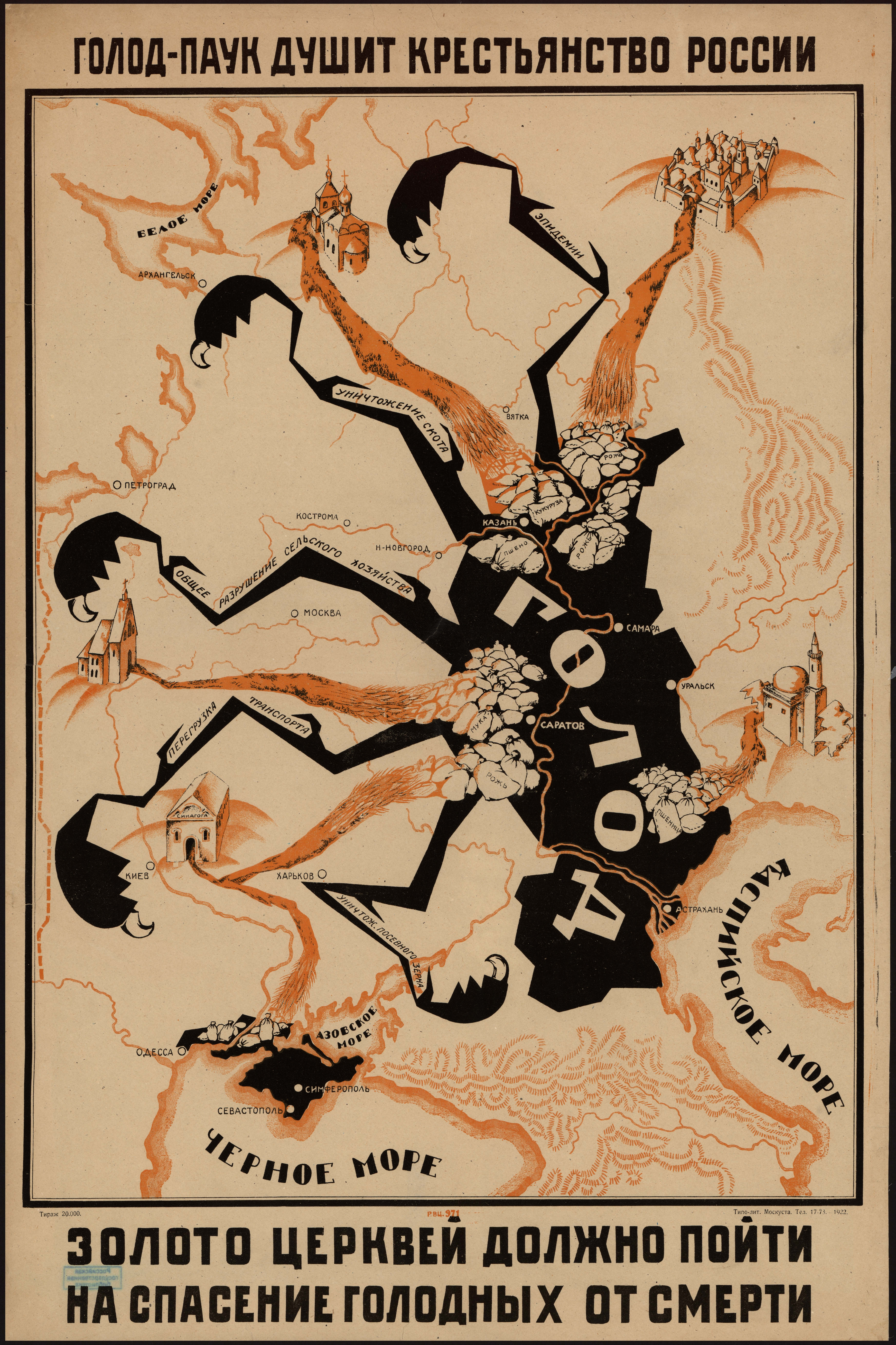
Плакат помощи голодающим регионам РСФСР «Голод паук душит крестьянство России. Золото церквей должно пойти на спасение голодных от смерти» (1922). Чёрным отмечены наиболее голодающие регионы (Нижний Урал, Поволжье, Крым, Юг Украины). Аллегорические потоки, исходящие от различных культовых учреждений (православных, католических, мусульманских и иудейских) поражают тело «голода-паука». Автор — Д. Моор

В 1921 году произошло стихийное бедствие — засуха охватила Среднее и Нижнее Поволжье, Прикамье, Южный Урал, Башкирию, Северный и Западный Казахстан, Крым, часть Северного Кавказа, Южную Украину, часть Сибири и т. д., то есть почти все основные сельскохозяйственные районы — житницы страны. Всего по РСФСР и УССР в 1921 год от засухи погибло 10 894,8 тысяч десятин или 22 % всех посевов. В некоторых губерниях и областях погибла бо́льшая часть посевов. Сборы хлебов на территории бывшей Российской империи в 1921 году составили 43,2 % по сравнению со среднегодовым уровнем 1909—1913 годах. Продовольственный дефицит пострадавших районов превышал 200 миллионов пудов зерна. Население этих районов составляло 31 714 тысячи человек, из которых на 1 апреля 1922 года голодало 20 113,8 тысяч человек. Советская власть приняла ряд мер для борьбы с голодом, из-за Первой мировой войны, Гражданской войны и Интервенции экономика и финансы находились в разоренном состоянии, средств для покупки зерна из-за границы не хватало, а государственные резервы были исчерпаны.
Движение за передачу церковных ценностей, начавшееся в январе 1922 года, уже в феврале приобрело широкий всенародный характер, охватив большие массы верующих и часть духовенства. В некоторых местах сами верующие, не дожидаясь решений церковных или государственных органов, приступили к передаче церковных ценностей для помощи голодающим. Московская патриархия разрешила использовать для помощи голодающим мелкие и малоценные вещи из церковного имущества: золотой и серебряный лом, кольца и браслеты, подвешенные к иконам для украшения, и т. д. Но от пожертвований драгоценных предметов богослужебного назначения (оправа икон, лампады из драгоценных металлов и т. д.) церковное руководство категорически отказалась. Делегаты голодающих крестьян, обращавшиеся по этому вопросу к патриарху Тихону и другим руководителям церкви, встречали отказ. Столь же отрицательно отнеслись к передаче ценностей для голодающих и другие церковные организации. Руководитель католического духовенства в России Католический архиепископ Ян Цепляк 3 января 1922 года, едва начались разговоры об изъятии церковных ценностей, предписал всем ксендзам не признавать Декрета об отделении церкви от государства и не давать Советской власти сведений о церковных имуществах. Из-за нежелания религиозных организаций пожертвовать часть богатств на помощь голодающим, от крестьян, особенно в неурожайных губерний, стали поступать обращения к Советской власти принудительно изъять эти ценности.

### Государственные правовые акты об изъятии церковных ценностей
23 февраля 1922 года ВЦИКом для борьбы с голодом в Поволжье был издан Декрет «О порядке изъятия церковных ценностей, находящихся в пользовании групп верующих», согласно этому документу, ранее заключенные договоры с верующими, в пользование которых государственное имущество было передано, подлежали пересмотру, а все драгоценные предметы из золота, серебра и драгоценных камней, находящиеся у религиозных обществ, изымались; согласно документу, изъятые церковные ценности должны были поступить в особый фонд и на особый учёт и должны были быть использованы исключительно на нужды помощи голодающим. Согласно Декрету, местные Советы в месячный срок должны были изъять из церковных имуществ, находящихся в пользовании верующих всех религий, изделия из золота, серебра и драгоценных камней и передать их в органы Наркомфина и фонд Центрального комитета помощи голодающим. При этом рекомендовалось стараться не затрагивать существенно интересы культа. Изъятие церковных ценностей предписывалось производить с обязательным присутствием представителей групп верующих. Согласно Декрету, необходимо было публиковать в печати все сведения об изъятых ценностях, причем в местной печати предлагалось помещать и их подробный перечень с указанием храмов, молелен, синагог и т. д., из которых они поступили. Декрет требовал широкой гласности и о расходовании изъятых ценностей. 26 февраля 1922 года в «Известиях» ВЦИК был опубликован этот декрет, а 28 февраля — Инструкция Наркомата юстиции и ЦК Помгол о порядке осуществления декрета. В ряде постсоветских изданий Декрет «О порядке изъятия церковных ценностей, находящихся в пользовании групп верующих» называют «декрет о насильственном изъятии церковных ценностей».
Аналогичные постановления об изъятии церковных ценностей были изданы в УССР, БССР и других советских республиках.

### Официальная агитация
Вокруг изъятия церковных ценностей РКП(б) и Советская власть развернули широкую агитацию. По поручению МК РКП (б) П. А. Красиков написал тезисы для агитации и пропаганды. В партийной и советской печати публиковались многочисленные статьи, разъясняющие значение декрета, письма трудящихся, документальные материалы о ходе изъятия церковных ценностей, об организации помощи голодающим. Подобные материалы публиковались, например, в журнале «Революция и церковь», в газете и журнале «Наука и религия». Первый номер журнала «Наука и религия», который начал выходить в 1922 году, имел специальный подзаголовок, «Церковное золото голодным». Выходили и разнообразные книги, брошюры, например: «Церковные богатства и голод в России» М. Горева (М., 1922), «Церковь и революция. Церковь и голод» Д. Зорина (Ростов-на-Дону, 1922).
В 1922 году были изданы брошюры «Материалы для агитаторов по вопросу об изъятии церковных ценностей для голодающих», «Церковные богатства и голод в России», стихи Д. Бедного, В. Маяковского, плакаты и карикатуры Моора, Дени и т. д. Например, Маяковский писал:

Мы нищи. А в церквах и соборах
драгоценностей ворох.
Не христиане, а звери те, кто скажут тут —
«не дадим золота — пусть мрут».

В марте—апреле 1922 года только в Хамовническом районе Москвы было проведено 96 собраний по вопросу об изъятии церковных ценностей и о двухнедельнике помощи голодающим. ЦК РКП (б) в первомайских лозунгах 1922 г. провозгласил: «Церковные ценности — на спасение жизни голодающих братьев, — долой реакционных попов, укрывающих ценности». В ходе агитации за изъятие церковных ценностей подчеркивалось, что это мероприятие направлено на помощь голодающим, а не на борьбу с церковью и религией. М. И. Калинин в беседе с корреспондентом газеты «Известия» отметил: «Изъятие ценностей ни в коем случае не является борьбой с религией, с церковью». Он подчеркнул, что Советская власть, не вмешиваясь в дела церкви, в то же время не допустит контрреволюционной деятельности со стороны верхов духовенства.

### Послание патриарха Тихона и его последствия

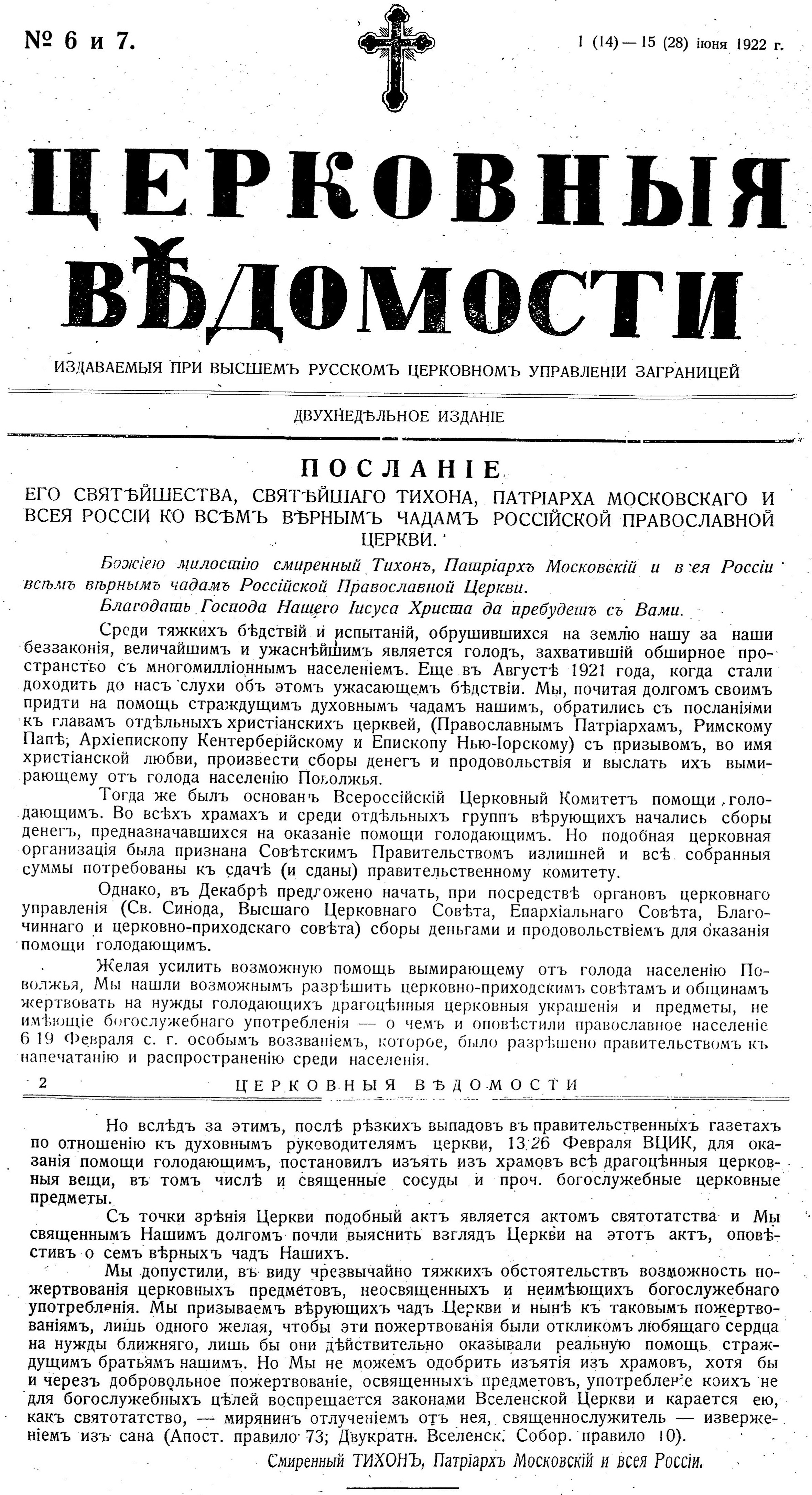
Послание патриарха Тихона к духовенству и верующим Российской Православной Церкви по поводу изъятия церковных ценностей, изданное заграницей в журнале «Церковные ведомости» в 1922 году.

Советский религиовед Н. С. Гордиенко считает, что патриарх Тихон решил сорвать проведение Декрета ВЦИК «О порядке изъятия церковных ценностей, находящихся в пользовании групп верующих» в жизнь и тем самым сделать Советскую власть беззащитной перед лицом голода, ускорить её крах.
В связи с Декретом о изъятии ценностей патриарх Тихон обратился к верующим с Воззванием (Посланием) от 15 (28) февраля 1922 года:

<…> Мы нашли возможным разрешить церковно-приходским Советам и общинам жертвовать на нужды голодающих драгоценные церковные украшения и предметы, не имеющие богослужебного употребления, о чём и оповестили Православное население 6 (19) февраля с. г. особым воззванием, которое было разрешено Правительством к напечатанию и распространению среди населения.
Но вслед за этим, после резких выпадов в правительственных газетах по отношению к духовным руководителям Церкви, 10 (23) февраля ВЦИК, для оказания помощи голодающим, постановил изъять из храмов все драгоценные церковные вещи, в том числе и священные сосуды и прочие богослужебные церковные предметы. С точки зрения Церкви подобный акт является актом святотатства, и Мы священным Нашим долгом почли выяснить взгляд Церкви на этот акт, а также оповестить о сем верных духовных чад Наших. Мы допустили, ввиду чрезвычайно тяжких обстоятельств, возможность пожертвования церковных предметов, не освящённых и не имеющих богослужебного употребления. Мы призываем верующих чад Церкви и ныне к таковым пожертвованиям, лишь одного желая, чтобы эти пожертвования были откликом любящего сердца на нужды ближнего, лишь бы они действительно оказывали реальную помощь страждущим братьям нашим. Но Мы не можем одобрить изъятия из храмов, хотя бы и через добровольное пожертвование, священных предметов, употребление коих не для богослужебных целей воспрещается канонами Вселенской Церкви и карается Ею как святотатство — миряне отлучением от Неё, священнослужители — извержением из сана (73-е правило Апостольское, 10-е правило Двукратного Вселенского Собора).

Патриарх Тихон считал, что церковные ценности по церковным канонам принадлежат Богу и Церкви и распорядителю — епископу; в своём Послании он употреблял выражение «святотатство» по отношению к изъятию церковных ценностей в пользу голодающих кем-либо, в том числе органами советской власти, в значении — похищение священных вещей.
Послание Патриарха было разослано епархиальным архиереям с предложением довести его до сведения каждого прихода.
Специальная экспертиза на суде над патриархом Тихоном, в составе профессора Кузнецова, епископа Антонина, священников Ледовского и Калиновского постановила, что указанные патриархом Тихоном правила позволяют изымать все церковные ценности. Эксперты и специалисты по церковному праву профессора Н. Д. Кузнецов, Н. М. Никольский, В. Н. Бенешевич и другие показали, что изъятие церковных ценностей не противоречит христианству. Напротив, с точки зрения различных церковных авторитетов, объясняли эксперты, церковные ценности можно передавать и продавать для помощи голодающим.. Например, в книге «Правила [ΚΑΝΟΝΕΣ] православной церкви с толкованиями Никодима епископа», изданной в 1911 году, написано следующее толкование на 73-е правило святых апостолов:
Впрочем, бывали примеры в самые древние времена, что некоторые епископы брали из церкви все, что в ней было самого драгоценного, даже священные сосуды, и обращали их в деньги, когда являлась потребность накормить голодных или выкупить пленных. Это были дела милосердия, заповеданные Самим Богом, и к ним не может быть применимо ни это Ап. правило, ни другие подобные ему.
Из истории известен случай изъятия священных сосудов византийским императором Ираклием о котором сообщает историк Никифор Каллист Ксанфопул:
Итак, главный сатрап Сарвар, захватив весь Восток, доходит до самого Хрисополя, который ныне зовется Скутари. Ввиду этого царь Ираклий, испытывая недостаток государственных средств, священные сосуды на монеты переделывает, чтобы впоследствии воздать Церкви большим и совершеннейшим.
В секретной инструкции к посланию патриарх Тихон уведомлял епископат и духовенство:
Хвалим и лобызаем архимандрита Никодима, настоятеля Юрьева монастыря Новгорода, богодухновенно отдавшего из монастыря ценности на многие миллионы рублей на священную войну против тевтонов (немцев).

Мы с гневом отвергаем и караем отлучением от Церкви даже добровольное пожертвование священных риз чаш: важно не что давать, а кому давать. Читая строки послания нашего, указуйте о сем своей пастве на собраниях, на которых вы можете и должны бороться против изъятия ценностей. Мы разрешаем отдавать только лом и подвески с образов… 
Ошибкой считал Послание патриарха Тихона будущий патриарх Алексий I, он писал митрополиту Новгородскому Арсению (Стадницкому) 5/18 мая 1922 г.:
Ему вменяется в вину рассылка какого-то разъяснительного послания по вопросу об изъятии. Я в этом деле решительно держался особого мнения и вижу теперь, что был прав.
С П[атриар]ха начиная, надо было определенно и отдельно поставить вопрос в строго юридические рамки и тогда никто не мог бы заставить нас так или иначе распорядиться имуществом, коего мы не являемся ни собственниками, ни распорядителями. А теперь приходится выкручиваться из лабиринта, который мы сами, до известной степени, себе построили...

Изъятие здесь идет полным ходом. И теперь это никого не трогает. И выходит, что люди держались за золото и серебро и все внимание свое устремляли на это бесплодное «отстаивание», а враг тем временем подкапывал церковные устои. Большой ошибкой нашей было все время то, что мы избегали открытых отношений к власти. Я сколько раз добивался, что лучше идти навстречу испытаниям и вести непосредственные переговоры с властью, чем держаться выжидательной политики. При первом условии — легче ориентироваться в обстоятельствах, а это необходимо.
Изъятие ценностей началось с 9 марта с тех губерний (Калужская и Пензенская), где сопротивление верующих не ожидалось, по причине поддержки кампании местными архиереями, там всё прошло спокойно. Однако при изъятии церковных ценностей были крупные сопротивления, в том числе и вооруженные. Эти столкновения между верующими и представителями власти были организованы отдельными представителями духовенства, взявшими за идеологическую основу к своей деятельности послание патриарха Тихона. Единомышленники патриарха натравливали верующих на членов комиссий, занимавшихся изъятием церковных ценностей, что привело к многочисленным эксцессам с кровавым исходом. Наиболее серьёзные выступления против изъятия церковных ценностей в помощь голодающих были в Шуе и Смоленске.
В Москве выступления против изъятия ценностей произошли у церквей Богоявления в Дорогомилове, Николы Явленного на Арбате, Василия Кесарийского и других. Советский историк Р. Ю. Плаксин утверждал, что организатором их было московское духовенство во главе с архиепископом Никандром и самим патриархом.
По словам одного из видных церковных деятелей и одного из лидеров обновленчества Красницкого, 1414 кровавых столкновений имело место в стране в результате Послания патриарха Тихона против Декрета ВЦИК об изъятии церковных ценностей в пользу голодающих.
Один из идеологов и лидеров обновленчества Александр (Введенский) считал, что послание патриарха произвело на церковную толпу ужасающее впечатление, толпа была одурачена посланием, из-за чего случилась реакция: «Ломая черепа Советской власти, тихоновская церковь переломила свою шею».
Протопресвитер РПЦЗ Михаил Польских в своей книге «Новые мученики российские» привел цифру — 8100 духовных лиц разного звания (2691 человек белого духовенства, 1962 монахов, 3447 монахинь и послушниц) было расстреляно и замучено в связи с изъятием церковных ценностей в 1922 году. Эта цифра была повторена многими авторами. В. С. Русак считал, что 8100 это треть всех осужденных и расстрелянных, а всего при изъятии церковных ценностей было расстреляно около 25 тысяч человек. Н. А. Кривова и вслед за ней А. Н. Кашеваров приводят общее количество репрессированных церковных деятелей в 1921—1923 годах — 10 тысяч человек, при этом был расстрелян каждый пятый — всего около 2 тысяч человек, эти цифры косвенно относятся к изъятию церковных ценностей. Г. Г. Хмуркин на основании архивных данных оценивает общее число погибших по стране во время кампании по изъятию церковных ценностей как несколько десятков человек.
Согласно статье в БРЭ, общая оценка изъятого (без 964 предметов, признанных антикварными) составила 4 миллиарда 650 миллионов 810 рублей 67 копеек (в золотых рублях). Согласно И. А. Чемерисскому, ссылающемуся на документы Центрального государственного архива Октябрьской революции, средства от церковных ценностей направлялись исключительно на закупку продуктов для голодающих и никоим образом не расходовались на организационные нужды органов Помгол. У церкви было конфисковано в 1922 году имущество на 25 миллиардов золотых рублей, а на помощь голодающим из них было истрачено всего около 1 миллиона рублей.

## Шуйские события
В издании «Московские известия», вышедшей 13 дней спустя после событий в Шуе, произошедших 15 марта, следующим образом описано случившееся:
«Шуйский исполком по предложению Иваново-Вознесенской губернской комиссии по изъятию ценностей из храмов, образовал уездную комиссию. На понедельник 13 марта было назначено изъятие ценностей из Шуйского соборного храма. После богослужения к 12 часам в храм прибыла комиссия, встреченная отдельными враждебными криками толпы. Желая избегнуть столкновения, комиссия решила отложить работу до среды и вышла из храма. Вслед комиссии посыпались толчки и удары. В среду 15 марта к церковной службе в храм на соборную площадь стали стекаться значительные толпы народа, много женщин и школьной молодежи. Подъехавшую конную милицию толпа встретила угрозами, камнями и поленьями. С колокольни начали бить набат. Набатный звон продолжался полтора часа и стянул на площадь огромные толпы народа.

Властями была вызвана полурота 146 пех. полка, а также 2 автомобиля с пулеметами. Войска были встречены градом камней и револьверными выстрелами. Четыре красноармейца были оттерты толпой и жестоко избиты. После первого залпа в воздух, второй залп был дан по толпе. Этим залпом было убито 4 человека и 10 тяжело ранено, после чего толпа рассеялась. К вечеру был произведен целый ряд арестов, и комиссия по изъятию ценностей продолжала свою работу, забрав из собора 3½ пуда серебра».
В связи с происшествием в Шуе были подвергнуты суду 54 человека. 10 мая Трибунал постановил: священников и благочинных: Заозерского, Добролюбова, Надежина Христофора, Вишнякова, Орлова, Фрязинова, Солохова, Телегина, а также гражд. Брусилову (жену сына ген. Брусилова, H. С.), Тихомирова и Раханова подвергнуть высшей мере наказания. Крючкова, Надежина Виктора и Лепехина — 5 годам, 13 подсудных приговорены к 3 годам заключения, 10 человек к 1 году заключения"; 14 человек было освобождено («Правда», № 101, 1922 г.). 11 мая 1922 года Л. Б. Каменев внес вопрос о помиловании осужденных на заседании Политбюро ЦК РКП(б); было принято предложение Л. Д. Троцкого: «а) приведение в исполнение приговора приостановить; б) поручить т. Троцкому к вечеру 12.V. сего года ориентироваться и внести письменное предложение в Политбюро». 14 мая 1922 года Л. Д. Троцкий представил заключение, в котором не находилось данных для смягчения приговора пяти осужденным (тем же самым лицам, что и в решении Президиума ВЦИК — осужденных священников Христофора Надеждина, Василия Соколова, Макария Телегина, Сергея Тихомирова и Александра Заозерского). Смягчение наказания шести осужденным обосновывалось «исключительно соображениями о возможности с наименьшим ущербом для существа приговора, справедливого по отношению ко всем 11-ти, пойти максимально навстречу ходатайству прогрессивного духовенства». В отношении остальных шести осужденных к высшей мере наказания приговор Ревтрибунала заменить 5-ю годами лишения свободы. 18 мая 1922 года Политбюро ЦК РКП(б) согласилось с этим заключением..
 Патриарх Тихон после кровавых инцидентов при изъятии церковных ценностей оказался под следствием и был изолирован, поскольку документы и факты с неопровержимостью доказали суду, что злостный саботаж мероприятий Советского правительства по борьбе с голодом осуществлялся епископатом и духовенством по прямому указанию патриарха. 16 июня 1923 года патриарх Тихон написал заявление в Верховный Суд РСФСР; в этом заявлении он признал правильным решение суда о привлечении его за антисоветскую деятельность и выразил раскаяние за свои поступки — за «обращение по поводу Брестского мира в 1918 году, за анафемствование в том же году Власти и, наконец, за воззвание против декрета об изъятии церковных ценностей».
В советской историографии Шуйские события, как и подобные сопротивления изъятию церковных ценностей для спасения голодающих, оценивались как попытка реакционной части духовенства под предлогом «защиты религии» организовать контрреволюционный мятеж против Советской власти.
Изъятие ценностей в 1922 году в постсоветской историографии достаточно часто стало трактоваться иначе. Изъятие ценностей многие постсоветские историки называют тремя терминами: конфискация, реквизиция и грабёж. Представителей власти, проводивших изъятие, современные историки называют реквизиторами. Саму кампанию по изъятию ценностей называют антицерковной и считают, что она была организована советской властью для дискредитации и разрушения РПЦ как организационной структуры, а сбор средств для оказания помощи голодающим лишь был предлогом. И рассматривают кампанию как один из этапов гонений на РПЦ в советский период.
Русская православная церковь канонизировала в 1989 году патриарха Тихона. В 2000 году РПЦ канонизировала, оказавших сопротивление при изъятии церковных ценностей в Шуе: погибших прихожан (Николая Малкова, Авксентия Калашникова, Анастасию Шилову, Сергия Мефодиева) и расстрелянных по решению трибунала (священников Павла Светозарова, Иоанна Рождественского и мирянина Петра Языкова), причислив их к лику новомучеников. 23 октября 2002 года была вскрыта могила и обретены мощи мученика Авксентия Калашникова. 23 января 2003 года рака с мощами Авксентия была установлена в церкви Петра и Павла на улице Михаила Заботина в городе Шуя.

## Предыстория появления документа в печати
В 1964 году в пятом издании в 45-м томе Полного собрании сочинений В. И. Ленина, в конце книги, в разделе «Даты жизни и деятельности В. И. Ленина», на 666—667 страницах появляется следующая запись:
Март, 19.

Ленин в письме членам Политбюро ЦК РКП(б) пишет о необходимости решительно подавить сопротивление духовенства проведению в жизнь декрета ВЦИК от 23 февраля 1922 года об изъятии церковных ценностей в целях получения средств для борьбы с голодом.
Раздел «Даты жизни и деятельности В. И. Ленина» был подготовлен к изданию Э. В. Клоповым и В. Т. Логиновым при участии К. Ф. Богдановой и Р. З. Юницкой. В предыдущих четырёх изданиях Полного собрании сочинений В. И. Ленина эта запись не встречается[значимость факта?]. Само письмо, написанное В. И. Лениным, не было издано ни в пятом, ни в последующих изданиях[значимость факта?].

## Публикации письма
Изданию Письма в печати предшествовало его появление в 1969 году в самиздате, датировано Письмо в самиздате было 19 февраля 1922 года. Никита Струве в статье «1970 год», изданной в «Вестнике русского христианского движения» № 4 (94) 1969 год, писал о Письме:
В Самиздате распространяется письмо В. И. Ленина к членам Политбюро от 19 февраля 1922 года с требованием «подавить сопротивление [духовенства] с такой жестокостью, чтобы они не забыли этого в течение нескольких десятилетий» *).
Струве снабдил данный текст ссылкой: «*) Хроника текущих событий, 4—1969». В самиздатовском бюллетене «Хроника текущих событий» в 9 выпуске (4—1969), в разделе «Новости Самиздата» есть следующая запись:

10. Письмо членам Политбюро. Письмо от 19 февраля 1922 г.*, подписанное ЛЕНИНЫМ, требует принятия самых беспощадных мер подавления в связи с намеченным изъятием церковных ценностей. Указания, содержащиеся в письме, не согласуются с положениями социалистической законности, а подчиняются только требованиям текущей политики и тактики: «взять в свои руки этот фонд в несколько миллионов золотых рублей (а может быть и несколько миллиардов) мы должны во что бы это ни стало», «подавить его (духовенства) сопротивление с такой жестокостью, чтобы они не забыли этого в течение нескольких десятилетий», послать в Шую члена ВЦИК и дать ему «словесную инструкцию», чтобы он в Шуе арестовал не меньше нескольких десятков представителей духовенства, мещанства и буржуазии «по подозрению в прямом или косвенном участии в деле насильственного сопротивления декрету ВЦИК об изъятии церковных ценностей», а «на основании его доклада Политбюро даст детальную директиву судебным властям, тоже устную, чтобы процесс шуйских мятежников, сопротивляющихся помощи голодающим, был проведен с максимальной быстротой и закончился не иначе как расстрелом очень большого числа самых влиятельных и опасных черносотенцев г. Шуи, а по возможности и не только этого города, а и Москвы и нескольких других духовных центров», «чем большее число представителей реакционной буржуазии и реакционного духовенства удастся нам по этому поводу расстрелять, тем лучше». Голод упорно фигурирует в письме как удобная обстановка, в которой изъятие церковных ценностей можно провести, не боясь сопротивления крестьянства. Сами же миллионы или миллиарды нужны не на преодоление голода, что, допустим, могло бы послужить оправданием репрессиям, а на то, чтобы почувствовать себя силой на Генуэзской конференции.
* См. уточнение и дополнение в «Хронике» № 15.
Письмо сверхсекретно, и вряд ли можно найти источник, через который оно попало в Самиздат. Поэтому не следует принимать этот документ полностью на веру: хорошо было бы произвести глубокий текстологический анализ письма. Ясно, что официальная пропаганда не преминет объявить подобный документ фальшивкой. Но в Самиздате, где есть полная свобода исследования, не следует бросаться в другую крайность: если достоверность документа будет подтверждена, фигура первого Предсовнаркома в сознании широкой общественности станет более рельефной.

Документ впервые был издан в Париже в «Вестнике русского христианского движения» (фр. «Le Messager: périodique de l'Action Chrétienne des Etudiants Russes»), № 4 (98) в 1970 году, к столетию со дня рождения В. И. Ленина под названием «Неизданное письмо В. И. Ленина членам Политбюро». Письмо было опубликовано под редакцией Н. А. Струве, который впервые и указал на его связь с цитатой из 45-го тома Полного собрания сочинений В. И. Ленина, написав, что подлинность Письма вне сомнений. В «Вестнике русского христианского движения», в самом тексте Письма, была указана предполагаемая дата его написания автором — 10 февраля 1922 года. Вместе с опубликованием Письма Никита Струве напечатал свой комментарий, где назвал изъятие церковных ценностей ограблением церквей; он также объяснил, что Ленина совершенно не заботила помощь голодающим; по мнению Никиты Струве, изъятие церковных ценностей это тактический шаг советской власти, чтобы разгромить церковь. На основе текста Письма Струве дал характеристику Ленину. По его мнению, Ленин был яростным в своем безбожии, жестоким к врагам, циничным по отношению к народу, одержимым властью, гениально-лукавым стратегом разрушения; Струве сделал вывод и об отсутствии «ленинской законности».
Следующие издания состоялись в парижской газете «Русская мысль» (фр. «La Pensée Russe») 1 апреля 1971 года и в нью-йоркском издании «Новый журнал» (англ. «The New Review»), как перепечатки текста издания «Вестника РХД». В обоих изданиях в тексте Письма стоит дата — 10 февраля.
В 1988 году в Нью-Йорке в 44 номере журнале «Кадетская перекличка» (англ. «Cadets Rollcall») в статье безымянного автора «Неопубликованное письмо Ленина» был издан текст документа вместе предисловием. В предисловии говорится о том, что это письмо послужило основой для бессудных и жестоких расправ, произведенных Сталиным; документ, по мнению автора предисловия, послужило сигналом к биологическому, физическому и моральному преследованию российского народа — первой и наиболее притесняемой жертвы коммунистического государства. В предисловии к Письму название Декрета было искажено, вместо «О порядке изъятия церковных ценностей, находящихся в пользовании групп верующих» в журнале Декрет назван: «об „изъятии церковного имущества всех религий из золота, серебра и камней, изъятие коих не может существенно затронуть интересы культа“»; неверно указана и дата издания Декрета — январь 1922 года, вместо 23 февраля 1922 года. В предисловии указано, что Ленин написал Письмо 19 марта 1922 года, однако в самом тексте какая-либо дата отсутствует. В предисловии указано что Письмо хранится в Центральном партархиве Института марксизма-ленинизма, фонд 2, единица хранения 22954. Последние данные не совпадают с данными хранения машинописного текста — ЦПА ИМЛ (РГАСПИ), ф. 2, оп. 1, д. 22947.
В СССР документ впервые был опубликован в 1990 году к 120-летию со дня рождения В. И. Ленина в апрельских номерах сразу двух журналов — в официальном партийном издании «Известия ЦК КПСС», № 4 и литературном журнале «Наш современник», № 4. В журнале «Известия ЦК КПСС» документ (под названием «Письмо В. И. Молотову для членов Политбюро ЦК РКП(б) от 19 марта 1922 года») впервые был издан по оригиналу хранящемуся в архиве, при этом были указаны архивные данные: ЦПА ИМЛ, ф. 2, оп. 1, д. 22947.
Дело 22947 в РГАСПИ (бывший ЦПА ИМЛ) состоит из 9 печатных листов, первые четыре листа это машинописный текст Письма и подпись В. Молотова — автограф красными чернилами, в конце четвёртого листа; вторые четыре листа это копия первых четырёх листов машинописного текста; девятый лист это конверт.
В журнале «Наш современник» Письмо было издано под названием «Товарищу Молотову для членов Политбюро», дата 10 февраля 1922 года была убрана, и в тексте Письма, напечатанного в журнале, нет никакой даты. .
6 ноября 2020 года на сайте ГИМа был опубликован отсканированный текст Письма. Письмо представляет собой машинописный текст на четырёх страницах, на котором стоит резолюция В. М. Молотова — автограф. На конверте с сопроводительным материалом имеется карандашная помета рукой В. И. Ленина: «в архив». Машинописный текст письма озаглавлен «Товарищу Молотову для членов Политбюро».
Г. Суперфин в своих Воспоминаниях пишет: 
Текст, которым я горжусь, это письмо Ленина об изъятии церковных ценностей. Оно ходило в самиздате, но на Запад не попало. Петр Ионович Якир, который был основным каналом передачи подобной литературы за границу, не отправил этот текст, подозревая, что он фальшивка. А мы с Арсением Борисовичем Рогинским, с которым вместе начинали делать что-то для «Хроники», стали проверять подлинность этого письма. И нашли там опечатку — римская тройка была прочитана как двойка. Обратившись к полному собранию сочинений Ленина, мы увидели, что в хронике его жизни есть дата, когда Владимир Ильич писал это самое письмо к Политбюро. Тогда мы сделали поправку и передали на Запад. Я очень гордился этой публикацией, потому что страшные слова вождя были наконец прочитаны. А Ленина тогда мало кто читал.
В воспоминаниях 2016 года Г. Суперфин утверждает, что Письмо в самиздат в 1969 году передал бывший сотрудник музея В. И. Ленина Леонид Петрович Петровский, уволенный из музея в 1967 году (сын П. Г. Петровского).

## Содержание письма
Письмо является реакцией на Шуйские события, произошедшие 15 марта 1922 года. Автор Письма предлагает принять самые жёсткие меры против тех, кто пытается препятствовать изъятию церковных ценностей.
Письмо под грифом «строго секретно», согласно тексту самого документа, было продиктовано Лениным накануне совещания Политбюро по телефону своему личному секретарю М. А. Володичевой, которая должна была передать его секретарю Политбюро Молотову, а последний должен был обойти вкруговую всех членов Политбюро, члены Политбюро не должны были снимать копий и вернуть письмо после прочтения, вместе с краткой заметкой относительно согласия с текстом письма.
Наиболее часто цитируемое место из Письма, используемое с целью изобразить Ленина и его отношение к Российской православной церкви, — следующее:
Чем большее число представителей реакционной буржуазии и реакционного духовенства удастся нам по этому поводу расстрелять, тем лучше. Надо именно теперь проучить эту публику так, чтобы на несколько десятков лет ни о каком сопротивлении они не смели и думать.

## Конспирологические версии

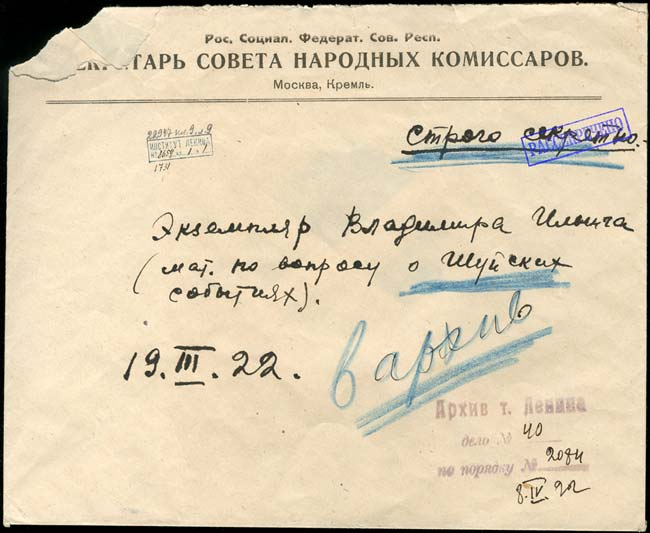
Конверт Письма ― экземпляр Владимира Ильича по вопросу о Шуйских событиях, как установлено Н. Н. Покровским и С. Г. Петровым, карандашная помета «в архив», сделана рукою В. И. Ленина.

Жорес Трофимов высказал сомнения как в подлинности письма, так и в том, что оно дошло до адресатов. Н. Н. Покровский приводит факт наличия современной письму копии, заверенной подписью тогдашнего заместителя заведующего Шифрбюро ЦК РКП(б) С. Чечулина; наличием на подлиннике автографа Молотова с замечаниями на текст документа; наличием делопроизводственной пометы о рассмотрении письма на заседании Политбюро (протокол № 114, пункт 5, от 20 марта 1922 года), а также наличием подлинной листовки «Куда идет церковное золото», распространявшаяся в Москве в конце марта 1922 года и выявленной историками в документах ГПУ лишь сейчас. Эта листовка приводит сверхсекретный аргумент Ленина, содержащийся только в его упомянутом выше письме: церковное золото нужно в первую очередь для укрепления позиций советской власти на Генуэзской конференции в поддержку его подлинности.

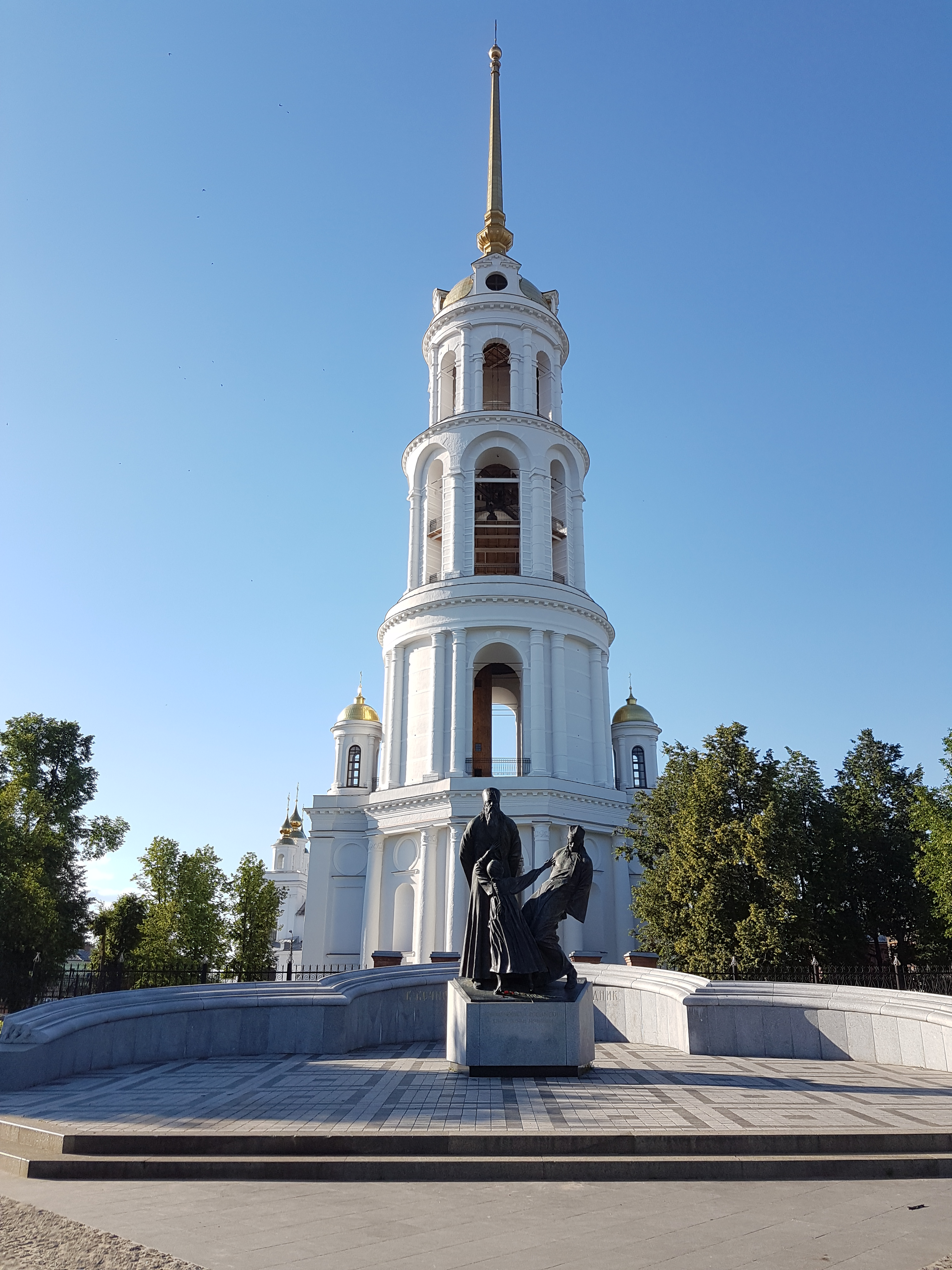
Памятник погибшим священнослужителям и мирянам при сопротивлении изъятию церковных ценностей. Площадь перед колокольней собора Воскресения Христова. Скульптор Александр Рукавишников

Трофимов пишет о том, что если даже считать Письмо подлинным, то Молотов не передал его в тот же день членам Политбюро и на заседании Политбюро 20 марта Письмо не обсуждалось. Трофимов считает, что подобное могло произойти только в том случае, если Ленин распорядился не давать хода своим мыслям; кроме того, Трофимов, опираясь на архивные документы, пишет что никаких массовых расстрелов, предложенных в Письме не было; например, в Симбирске и Симбирской губернии во время изъятия ценностей ни один служитель культа не только не был расстрелян, но и не был заключён в тюрьму.

## Переводы
В 1971 году Письмо было переведено на английский язык Владимиром Даниловым и издано c комментариями Николая Лупинина в журнале «ЗTransactions of the Association of Russian-American Scholars in the U.S.A.».

## Письмо в скульптуре
17 октября 2007 года, в 85-летие Шуйских событий, по инициативе правительства Ивановской области и при поддержке и благословению патриарха Алексия II в городе Шуя на площади Зелёной перед Воскресенским собором был установлен и открыт памятник погибшим священникам и мирянам во время изъятия церковных ценностей в 1922 году. Скульптурная композиция памятника включает в себя фигуры двух священников и девочки. Перед ними находится бронзовый столб, олицетворяющий плаху, на котором размещена пластина с выдержками из Письма, приписываемое Ленину. Сзади скульптурной композиции изображены контуры церкви в виде алтарной части, на которой высечены слова «Новомученикам Российским — благодарные потомки».

### Комментарии
1. ↑  Автор памятника скульптор  Александр Рукавишников объяснил, что два священника это расстрелянные Павел Светозаров и Иоанн Рождественский, а девочка олицетворяет Россию.